# Seznam dílů seriálu Mrtvý bod
Toto je seznam dílů seriálu Mrtvý bod. Americký dramatický televizní seriál Mrtvý bod měl premiéru na stanici NBC.

## Přehled řad
| Řada | Díly | Premiéra v USA | Premiéra v USA    | Premiéra v ČR      | Premiéra v ČR     |
| Řada | Díly | První díl      | Poslední díl      | První díl          | Poslední díl      |
| ---- | ---- | -------------- | ----------------- | ------------------ | ----------------- |
| 1    | 23   | 21. září 2015  | 23. května 2016   | 7. listopadu 2016  | 30. března 2017   |
| 2    | 22   | 14. září 2016  | 17. května 2017   | 30. března 2017    | 15. června 2017   |
| 3    | 22   | 27. října 2017 | 18. května 2018   | 27. listopadu 2018 | 18. prosince 2018 |
| 4    | 22   | 12. října 2018 | 31. května 2019   | nebylo vysíláno    | nebylo vysíláno   |
| 5    | 11   | 7. května 2020 | 23. července 2020 | nebylo vysíláno    | nebylo vysíláno   |

## Seznam dílů

### První řada (2015–2016)
| Č. v seriálu | Č. v řadě | Původní název                      | Český název          | Režie           | Scénář                         | Premiéra v USA     | Premiéra v ČR      |
| ------------ | --------- | ---------------------------------- | -------------------- | --------------- | ------------------------------ | ------------------ | ------------------ |
| 1            | 1         | Woe Has Joined                     | Bílá místa           | Mark Pellington | Martin Gero                    | 21. září 2015      | 7. listopadu 2016  |
| 2            | 2         | A Stray Howl                       | Výkřik do tmy        | Mark Pellington | Martin Gero                    | 28. září 2015      | 8. listopadu 2016  |
| 3            | 3         | Eight Slim Grins                   | Pohřešovaná          | Steve Shill     | Eoghan Mahony a Martin Gero    | 5. října 2015      | 14. listopadu 2016 |
| 4            | 4         | Bone May Rot                       | Terminál             | Karen Gaviola   | Christina M. Kim               | 12. října 2015     | 15. listopadu 2016 |
| 5            | 5         | Split the Law                      | Mrtví neumírají      | Mark Pellington | Brendan Gall                   | 19. října 2015     | 26. ledna 2017     |
| 6            | 6         | Cede Your Soul                     | Trakzer              | Rob Hardy       | Alex Berger                    | 26. října 2015     | 26. ledna 2017     |
| 7            | 7         | Sent on Tour                       | Tři věže             | Steve Shill     | Chris Pozzebon                 | 2. listopadu 2015  | 2. února 2017      |
| 8            | 8         | Persecute Envoys                   | Zařížnout řezníky    | Marcos Siega    | Chelsey Lora                   | 9. listopadu 2015  | 2. února 2017      |
| 9            | 9         | Authentic Flirt                    | Psinec Ashwell Creek | David McWhirter | Katherine Collins              | 16. listopadu 2015 | 9. února 2017      |
| 10           | 10        | Evil Handmade Instrument           | Probuzení            | Marcos Siega    | Christina M. Kim               | 23. listopadu 2015 | 9. února 2017      |
| 11           | 11        | Cease Forcing Enemy                | Temné ostrovy        | Rob Seidenglanz | Martin Gero                    | 29. února 2016     | 16. února 2017     |
| 12           | 12        | Scientists Hollow Fortune          | Zabití v boji        | Rich Newey      | Alex Berger                    | 7. března 2016     | 16. února 2017     |
| 13           | 13        | Erase Weary Youth                  | Krtek                | Marcos Siega    | Chris Pozzebon                 | 14. března 2016    | 23. února 2017     |
| 14           | 14        | Rules in Defiance                  | Přestupní stanice    | Kenneth Fink    | Kristen Layden                 | 21. března 2016    | 23. února 2017     |
| 15           | 15        | Older Cutthroat Canyon             | Hořící růže          | Marcos Siega    | Brendan Gall                   | 28. března 2016    | 2. března 2017     |
| 16           | 16        | Any Wounded Thief                  | Setkání              | Tricia Brock    | Christina M. Kim               | 4. dubna 2016      | 2. března 2017     |
| 17           | 17        | Mans Telepathic Loyal Lookouts     | Starožitníkův krám   | Jeff T. Thomas  | Rachel Caris Love              | 11. dubna 2016     | 9. března 2017     |
| 18           | 18        | One Begets Technique               | Loupež.com           | Karen Gaviola   | Martin Gero                    | 18. dubna 2016     | 9. března 2017     |
| 19           | 19        | In the Comet of Us                 | Trénink obrany       | Dermott Downs   | Ryan Johnson & Peter Lalayanis | 25. dubna 2016     | 16. března 2017    |
| 20           | 20        | Swift Hardhearted Stone            | Němý svědek          | Rob Seidenglanz | Christina M. Kim               | 2. května 2016     | 16. března 2017    |
| 21           | 21        | Of Whose Uneasy Route              | Vnitřní ohrožení     | Jeff F. King    | Alex Berger                    | 9. května 2016     | 23. března 2017    |
| 22           | 22        | If Love a Rebel, Death Will Render | Neradostná zpráva    | Romeo Tirone    | Brendan Gall                   | 16. května 2016    | 23. března 2017    |
| 23           | 23        | Why Await Life's End               | Procitnutí           | Rob Seidenglanz | Martin Gero                    | 23. května 2016    | 30. března 2017    |

### Druhá řada (2016–2017)
| Č. v seriálu | Č. v řadě | Původní název                        | Český název                     | Režie              | Scénář                           | Premiéra v USA     | Premiéra v ČR   |
| ------------ | --------- | ------------------------------------ | ------------------------------- | ------------------ | -------------------------------- | ------------------ | --------------- |
| 24           | 1         | In Night So Ransomed Rogue           | Písečná bouře                   | Martin Gero        | Martin Gero                      | 14. září 2016      | 30. března 2017 |
| 25           | 2         | Heave Fiery Knot                     | Země vzduch                     | David McWhirter    | Brendan Gall                     | 21. září 2016      | 6. dubna 2017   |
| 26           | 3         | Hero Fears Imminent Rot              | Zkouška                         | Jeff T. Thomas     | Alex Berger                      | 28. září 2016      | 6. dubna 2017   |
| 27           | 4         | If Beth                              | Sarkofág                        | Jeff F. King       | Ryan Johnson a Peter Lalayanis   | 5. října 2016      | 13. dubna 2017  |
| 28           | 5         | Condone Untidiest Thefts             | Rodinná pouta                   | Rob Seidenglanz    | Christina M. Kim                 | 12. října 2016     | 13. dubna 2017  |
| 29           | 6         | Her Spy's Harmed                     | Na cizím území                  | Olatunde Osunsanmi | Chris Pozzebon                   | 19. října 2016     | 20. dubna 2017  |
| 30           | 7         | Resolves Eleven Myths                | Nezvaný host                    | Jeff F. King       | Eric Buchman                     | 26. října 2016     | 20. dubna 2017  |
| 31           | 8         | We Fight Deaths on Thick Lone Waters | Čínská bomba                    | Rob Hardy          | Kristen Layden                   | 9. listopadu 2016  | 27. dubna 2017  |
| 32           | 9         | Why Let Cooler Pasture Deform        | Chraňme naši svobodu            | Tawnia McKiernan   | Brendan Gall                     | 16. listopadu 2016 | 27. dubna 2017  |
| 33           | 10        | Nor I, Nigel, AKA Leg in Iron        | Noha v železe                   | David Tuttman      | Rachel Caris Love                | 4. ledna 2017      | 4. května 2017  |
| 34           | 11        | Droll Autumn, Unmutual Lord          | Mankala                         | Adam Salky         | Hadi Nicholas Deeb               | 11. ledna 2017     | 4. května 2017  |
| 35           | 12        | Devil Never Even Lived               | Ďábel ani nikdy nežil           | Kate Woods         | Deanna Shumaker a Chris Pozzebon | 18. ledna 2017     | 11. května 2017 |
| 36           | 13        | Name Not One Man                     | Útok farmářů                    | Glen Winter        | Ryan Johnson a Peter Lalayanis   | 8. února 2017      | 11. května 2017 |
| 37           | 14        | Borrow or Rob                        | Vypůjčit nebo ukrást            | Laura Belsey       | Eric Buchman                     | 15. února 2017     | 18. května 2017 |
| 38           | 15        | Draw O Caesar, Erase a Coward        | Lelantus                        | Darnell Martin     | Christina M. Kim                 | 22. února 2017     | 18. května 2017 |
| 39           | 16        | Evil Did I Dwell, Lewd Did I Live    | Nepřítel naslouchá              | David McWhirter    | Alex Berger                      | 22. března 2017    | 25. května 2017 |
| 40           | 17        | Solos                                | Chata v horách                  | David Johnson      | Kristen Layden                   | 29. března 2017    | 25. května 2017 |
| 41           | 18        | Senile Lines                         | Rodinná tajemství               | Jeff T. Thomas     | Ryan Johnson a Peter Lalayanis   | 5. dubna 2017      | 1. června 2017  |
| 42           | 19        | Regard a Mere Mad Rager              | Važ si pouhého šíleného zuřivce | Ernest Dickerson   | Alex Berger                      | 26. dubna 2017     | 1. června 2017  |
| 43           | 20        | In Words, Drown I                    | Útěk z vězení                   | Dermott Downs      | Christina M. Kim                 | 3. května 2017     | 8. června 2017  |
| 44           | 21        | Mom                                  | COGS                            | Rob Seidenglanz    | Chris Pozzebon                   | 10. května 2017    | 8. června 2017  |
| 45           | 22        | Lepers Repel                         | Rána do srdce                   | Jeff F. King       | Rachel Caris Love                | 17. května 2017    | 15. června 2017 |

### Třetí řada (2017–2018)
| Č. v seriálu | Č. v řadě | Původní název          | Český název              | Režie                | Scénář                         | Premiéra v USA     | Premiéra v ČR      |
| ------------ | --------- | ---------------------- | ------------------------ | -------------------- | ------------------------------ | ------------------ | ------------------ |
| 46           | 1         | Back to the Grind      | Zpátky do práce          | Martin Gero          | Martin Gero                    | 27. října 2017     | 27. listopadu 2018 |
| 47           | 2         | Enemy Bag of Tricks    | Nepřátelská snůška triků | David Tuttman        | Chris Pozzebon                 | 3. listopadu 2017  | 28. listopadu 2018 |
| 48           | 3         | Upside Down Craft      | Řemeslo vzhůru nohama    | Solvan "Slick" Naim  | Christina M. Kim               | 10. listopadu 2017 | 29. listopadu 2018 |
| 49           | 4         | Gunplay Ricochet       | Ricochet se zbraněmi     | David McWhirter      | Ryan Johnson a Peter Lalayanis | 17. listopadu 2017 | 30. listopadu 2018 |
| 50           | 5         | This Profound Legacy   | Hluboký odkaz            | Rob Seidenglanz      | Rachel Caris Love              | 1. prosince 2017   | 1. prosince 2018   |
| 51           | 6         | Adoring Suspect        | Podezřelý idol           | Glen Winter          | Eric Buchman                   | 8. prosince 2017   | 2. prosince 2018   |
| 52           | 7         | Fix My Present Havoc   | Smrtící epidemie         | Lin Oeding           | Kristen Layden                 | 15. prosince 2017  | 3. prosince 2018   |
| 53           | 8         | City Folks Under Wraps | V utajení                | David Tuttman        | Brendan Gall                   | 22. prosince 2017  | 4. prosince 2018   |
| 54           | 9         | Hot Burning Flames     | Plameny hněvu            | Adam Salky           | Chris Pozzebon                 | 12. ledna 2018     | 5. prosince 2018   |
| 55           | 10        | Balance of Might       | Rovnováha síly           | Martha Mitchell      | Tracy Whitaker                 | 19. ledna 2018     | 6. prosince 2018   |
| 56           | 11        | Technology Wizards     | Technologičtí mágové     | Jeff F. King         | Christina M. Kim               | 26. ledna 2018     | 7. prosince 2018   |
| 57           | 12        | Two Legendary Chums    | Dva legendární kámoši    | David McWhirter      | Ryan Johnson a Peter Lalayanis | 2. února 2018      | 8. prosince 2018   |
| 58           | 13        | Warning Shot           | Varovný výstřel          | Kristin Windell      | Matt Young                     | 2. března 2018     | 9. prosince 2018   |
| 59           | 14        | Everlasting            | Věčný                    | Dermott Daniel Downs | Rachel Caris Love              | 9. března 2018     | 10. prosince 2018  |
| 60           | 15        | Deductions             | Dedukce                  | Marisol Adler        | Chris Pozzebon                 | 16. března 2018    | 11. prosince 2018  |
| 61           | 16        | Artful Dodge           | Důmyslná finta           | Martha Mitchell      | Kristen Layden                 | 23. března 2018    | 12. prosince 2018  |
| 62           | 17        | Mum's the Word         | Ani slovo                | Jean de Segonzac     | Christina M. Kim               | 30. března 2018    | 13. prosince 2018  |
| 63           | 18        | Clamorous Night        | Divoká noc               | Neema Barnette       | Eric Buchman                   | 20. dubna 2018     | 14. prosince 2018  |
| 64           | 19        | Galaxy of Minds        | Galaxie myslí            | Marcus Stokes        | Ryan Johnson a Peter Lalayanis | 27. dubna 2018     | 15. prosince 2018  |
| 65           | 20        | Let It Go              | Nech to být              | Maja Vrvilo          | Rachel Caris Love              | 4. května 2018     | 16. prosince 2018  |
| 66           | 21        | Defection              | Zběhnutí                 | David Tuttman        | Anne Hecker a Kristen Layden   | 11. května 2018    | 17. prosince 2018  |
| 67           | 22        | In Memory              | V paměti                 | Martin Gero          | Chris Pozzebon                 | 18. května 2018    | 18. prosince 2018  |

### Čtvrtá řada (2018–2019)
| Č. v seriálu | Č. v řadě | Původní název                                    | Český název | Režie            | Scénář                           | Premiéra v USA     | Premiéra v ČR   |
| ------------ | --------- | ------------------------------------------------ | ----------- | ---------------- | -------------------------------- | ------------------ | --------------- |
| 68           | 1         | Hella Duplicitous                                |             | Martin Gero      | Rachel Caris Love                | 12. října 2018     | nebylo vysíláno |
| 69           | 2         | My Art Project                                   |             | Adam Salky       | Christina M. Kim                 | 19. října 2018     | nebylo vysíláno |
| 70           | 3         | The Quantico Affair                              |             | David Tuttman    | Chad McQuay a Chris Pozzebon     | 26. října 2018     | nebylo vysíláno |
| 71           | 4         | Sous-Vide                                        |             | Aric Avelino     | Eric Buchman                     | 2. listopadu 2018  | nebylo vysíláno |
| 72           | 5         | Naughty Monkey Kicks at Tree                     |             | Chris Place      | Rachel Caris Love                | 9. listopadu 2018  | nebylo vysíláno |
| 73           | 6         | Ca-Ca-Candidate for Cri-Cri-Crime                |             | Andi Armaganian  | Chris Pozzebon                   | 16. listopadu 2018 | nebylo vysíláno |
| 74           | 7         | Case: Sun, Moon and the Truth                    |             | Andy Mikita      | Ryan Johnson a Peter Lalayanis   | 30. listopadu 2018 | nebylo vysíláno |
| 75           | 8         | Screech, Thwack, Pow                             |             | David Tuttman    | Kate Sargeant Curtis             | 7. prosince 2018   | nebylo vysíláno |
| 76           | 9         | Check Your Ed                                    |             | David McWhirter  | Brendan Gall                     | 11. ledna 2019     | nebylo vysíláno |
| 77           | 10        | The Big Reveal                                   |             | Joy T. Lane      | Matt Young                       | 18. ledna 2019     | nebylo vysíláno |
| 78           | 11        | Careless Whisper                                 |             | Mark Tonderai    | Eric Buchman                     | 1. února 2019      | nebylo vysíláno |
| 79           | 12        | The Tale of the Book of Secrets                  |             | R.T. Thorne      | Rachel Caris Love                | 8. února 2019      | nebylo vysíláno |
| 80           | 13        | Though This Be Madness, Yet There Is Method In't |             | Ramaa Mosley     | Christina M. Kim                 | 15. února 2019     | nebylo vysíláno |
| 81           | 14        | The Big Blast From the Past Episode              |             | Kristin Windell  | Kate Sargeant Curtis             | 8. března 2019     | nebylo vysíláno |
| 82           | 15        | Frequently Recurring Struggle For Existence      |             | Martha Mitchell  | Matt Young                       | 15. března 2019    | nebylo vysíláno |
| 83           | 16        | The One Where Jane Visits An Old Friend          |             | Jean de Segonzac | Eric Buchman                     | 22. března 2019    | nebylo vysíláno |
| 84           | 17        | The Night of the Dying Breath                    |             | Jeff T. Thomas   | Chris Pozzebon                   | 5. dubna 2019      | nebylo vysíláno |
| 85           | 18        | Ohana                                            |             | Sudz Sutherland  | Sabrina Deana-Roga a Anne Hecker | 12. dubna 2019     | nebylo vysíláno |
| 86           | 19        | Everybody Hates Kathy                            |             | David McWhirter  | Kate Sargeant Curtis             | 19. dubna 2019     | nebylo vysíláno |
| 87           | 20        | Coder to Killer                                  |             | Martha Mitchell  | Ryan Johnson a Peter Lalayanis   | 24. května 2019    | nebylo vysíláno |
| 88           | 21        | Masters of War 1:5 – 8                           |             | Amanda Tapping   | Matt Young                       | 31. května 2019    | nebylo vysíláno |
| 89           | 22        | The Gang Gets Gone                               |             | David McWhirter  | Chris Pozzebon                   | 31. května 2019    | nebylo vysíláno |

### Pátá řada (2020)
| Č. v seriálu | Č. v řadě | Původní název              | Český název | Režie             | Scénář                         | Premiéra v USA    | Premiéra v ČR   |
| ------------ | --------- | -------------------------- | ----------- | ----------------- | ------------------------------ | ----------------- | --------------- |
| 90           | 1         | I Came to Sleigh           |             | Mark Pellington   | Chris Pozzebon                 | 7. května 2020    | nebylo vysíláno |
| 91           | 2         | We Didn't Start the Fire   |             | Kristin Windell   | Eric Buchman                   | 15. května 2020   | nebylo vysíláno |
| 92           | 3         | Existential Ennui          |             | Joy T. Lane       | Ryan Johnson a Peter Lalayanis | 28. května 2020   | nebylo vysíláno |
| 93           | 4         | And My Axe!                |             | America Young     | Matt Young                     | 4. června 2020    | nebylo vysíláno |
| 94           | 5         | Head Games                 |             | Pamela Romanowsky | Brendan Gall                   | 11. června 2020   | nebylo vysíláno |
| 95           | 6         | Fire & Brimstone           |             | Dermott Downs     | Rachel Caris Love              | 18. června 2020   | nebylo vysíláno |
| 96           | 7         | Awl In                     |             | Ramaa Mosley      | Anne Hecker                    | 25. června 2020   | nebylo vysíláno |
| 97           | 8         | Ghost Train                |             | Martha Mitchell   | Eric Buchman                   | 2. července 2020  | nebylo vysíláno |
| 98           | 9         | Brass Tacks                |             | Chris Place       | Matt Young                     | 9. července 2020  | nebylo vysíláno |
| 99           | 10        | Love You to Bits and Bytes |             | Jean de Segonzac  | Chris Pozzebon                 | 9. července 2020  | nebylo vysíláno |
| 100          | 11        | Iunne Ennui                |             | Martin Gero       | Martin Gero                    | 23. července 2020 | nebylo vysíláno |